# چارچوب‌های فلز-آلی

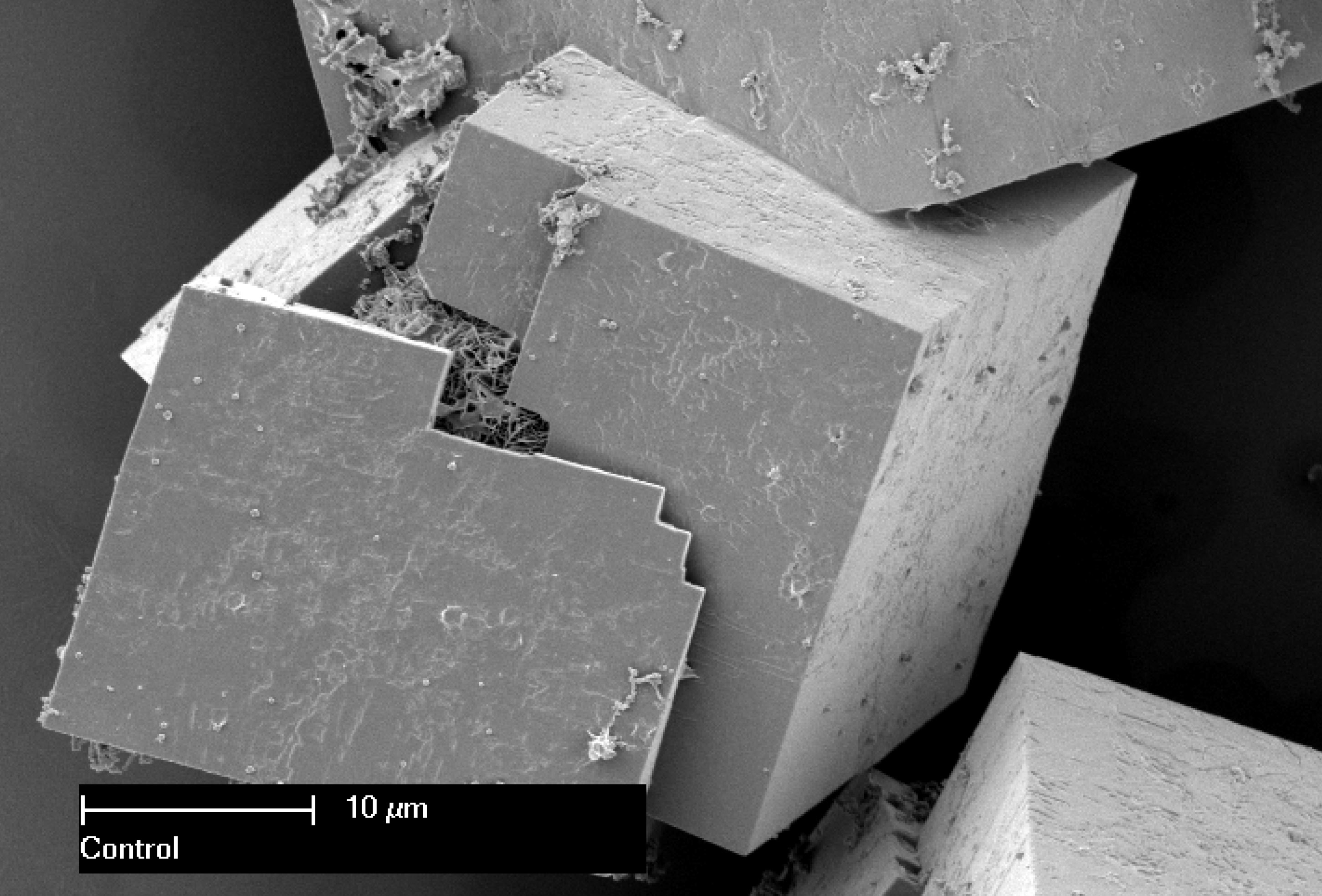
تصویر میکروسکوپ الکترونی روبشی از دانه درون یک کریستال MOF

چارچوب‌های فلزی - آلی (MOF) دسته ای از ترکیبات متشکل از یون‌های فلزی یا خوشه‌هایی است که با لیگاندهای آلی کوردینه شده و ساختارهای یک، دو یا سه بعدی ایجاد می‌کنند و دسته جدیدی از مواد نانومتخلخل به‌شمار می‌روند. آنها یک زیر کلاس از پلیمر کوئوردیناسیونی هستند، با این ویژگی خاص که اغلب متخلخل هستند. از لیگاندهای آلی موجود گاهی به عنوان " استراتس " یاد می‌شود که یک نمونه آن ۱٬۴-بنزن دی کربوکسیلیک اسید (BDC) است. چارچوب‌های فلزی-آلی با تجمع یون‌ها و خوشه‌های فلزی به‌عنوان مراکز کئوردیناسیونی و لیگاندهای آلی به‌عنوان اتصال‌دهنده این مراکز تشکیل می‌شوند.
به‌طور رسمی، یک چارچوب فلزی - آلی یک شبکه کوردینه با لیگاندهای آلی حاوی حفره‌های بالقوه است. شبکه کوردینه یک ترکیب کوردینه است که از طریق تکرار نهادهای کوردینه در یک بعد گسترش می‌یابد، اما دارای اتصالات عرضی بین دو یا چند زنجیره جداگانه، حلقه‌ها یا پیوندهای اسپیرو یا یک ترکیب کوردینه است.
در بعضی موارد، منافذ در طی از بین بردن مولکولهای مهمان پایدار هستند و می‌توانند با ترکیبات دیگر دوباره پر شوند. به دلیل این خاصیت، MOFها برای ذخیره گازهایی مانند هیدروژن و کربن دی‌اکسید مورد توجه هستند. از دیگر کاربردی MOFها به‌طور گسترده‌ای در ذخیره و جداسازی گازها و به عنوان مواد جامد در ابرخازنها مورد استفاده قرار می‌گیرند.
سنتز و خصوصیات MOF تمرکز اصلی این رشته را شیمی شبکه تشکیل می‌دهد (از لاتین reticulum، "شبکه کوچک"). برخلاف MOF، چارچوب‌های کووالانسی آلی (COF) کاملاً از عناصر سبک (H , B، C , N و O) با ساختارهای گسترده ساخته می‌شود.

## ساختار
چارچوب‌های فلزی-آلی ترکیباتی بلوری با چگالی پایین هستند که از دو جز اصلی تشکیل شده‌اند: یون فلزی یا خوشه ای از یون‌های فلزی به عنوان گره و یک مولکول آلی به نام پیوند دهنده به عنوان لیگاند. به همین دلیل، از مواد اغلب به عنوان مواد آلی ترکیبی - غیر آلی یاد می‌شود. واحدهای آلی به‌طور معمول لیگاندهای یک ، دو، سه، یا چهار ظرفیتی هستند. انتخاب فلز و پیوند دهنده ساختار و خصوصیات MOF را تعیین می‌کند. به عنوان مثال، اولویت کوئوردیناسیون فلز با تعیین تعداد لیگاندهایی که می‌توانند به فلز متصل شوند و در کدام جهت قرار می‌گیرند، بر اندازه و شکل منافذ تأثیر می‌گذارد.
برای توصیف و سازماندهی ساختارهای MOF، سیستم نامگذاری توسعه یافته‌است. زیر واحدهای یک MOF، به نام واحدهای ساختمانی ثانویه (SBU)، با توپولوژی‌های مشترک در چندین سازه قابل توصیف است. به هر توپولوژی که net نیز گفته می‌شود، نمادی اختصاص داده می‌شود که از سه حرف کوچک به صورت درشت تشکیل شده‌است. به عنوان مثال MOF-5 دارای شبکه pcu است.
لیگاندانهای واسطه به SBU متصل شده‌اند. برای MOF، لیگاندهای معمولی متصل، اسیدهای دی و تری کاربوکسیلیک هستند. این لیگاندها به‌طور معمول دارای ساختارهای سخت هستند. به عنوان مثال می‌توان به بنزن -۱٬۴-دی کربوکسیلیک اسید (BDC یا ترفتالیک اسید، بیفنیل -۴٬۴'-دی کربوکسیلیک اسید (BPDC) و تری مسیک اسید اشاره کرد.

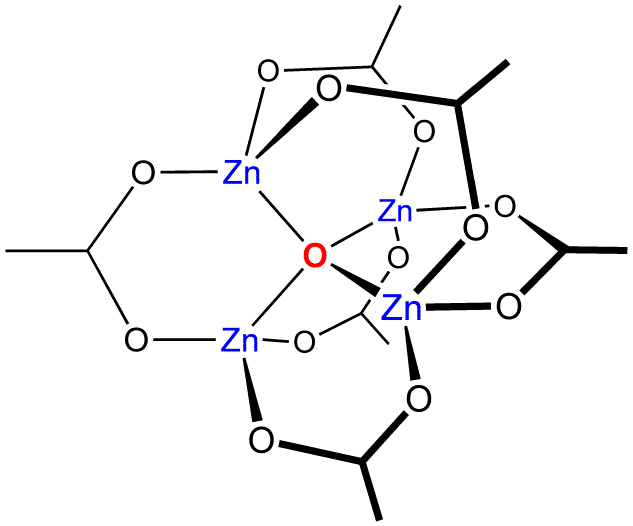
SBU اغلب از ساختار پایه استات روی مشتق می‌شود، استاتها توسط دی و سولفید کربوکسیلاتهای سخت جایگزین می‌شوند.

## سنتز

### سنتز عمومی
مطالعه MOFs حاصل مطالعه زئولیت است. بجز استفاده از لیگاندها از قبل، MOFها و زئولیت‌ها تقریباً منحصراً توسط تکنیک‌های هیدروترمال یا سولوترمال تولید می‌شوند، روشی که کریستال‌ها به آرامی در محلول داغ رشد می‌کنند. در مقابل با زئولیت‌ها، MOFها از لیگاندهای واسطه آلی ساخته می‌شوند که در طول سنتز دست نخورده باقی می‌مانند. در سنتز زئولیت اغلب از «الگو» استفاده می‌کند. الگوها یونی هستند که بر ساختار چارچوب غیر آلی در حال رشد تأثیر می‌گذارند. یونهای معمولی کاتیونهای آمونیوم چهارتایی هستند که بعداً برداشته می‌شوند. در MOFها، چارچوب توسط SBU (واحد ساختمان ثانویه) و لیگاندهای آلی الگوبرداری می‌شود. یک روش الگوبرداری که برای MOFهای در نظر گرفته شده برای ذخیره گاز مفید است، استفاده از حلال‌های اتصال دهنده فلز مانند N , N- دی اتیل فرمامید و آب است. در این موارد، هنگام تخلیه حلال، مکانهای فلزی در معرض دید قرار می‌گیرند و اجازه می‌دهند هیدروژن در این مکانها متصل شود.

### سنتز توان بالا
روشهای با توان بالا (HT) بخشی از شیمی ترکیبی و ابزاری برای افزایش کارایی است. در واقع، دو استراتژی مصنوعی در روش‌های HT وجود دارد: از یک طرف رویکرد ترکیبی، در اینجا همه واکنش‌ها در یک ظرف انجام می‌شود، که منجر به مخلوط محصول می‌شود و از سوی دیگر سنتز موازی، در اینجا واکنش‌ها در ظرفهای مختلف علاوه بر این، تمایز بین فیلم‌های نازک و روش‌های مبتنی بر حلال قرار داده شده‌است.
سنتز سولوترمال را می‌توان به‌طور معمول در یک رآکتور تفلون در یک کوره همرفت یا در رآکتورهای شیشه ای در یک مایکروویو (سنتز مایکروویو با توان بالا) انجام داد. استفاده از مایکروویو، تا حدی به‌طور چشمگیری پارامترهای واکنش را تغییر می‌دهد.
علاوه بر سنتز سولوترمال، پیشرفت‌هایی در استفاده از سیال فوق بحرانی به عنوان حلال در یک رآکتور جریان مداوم حاصل شده‌است. آب فوق بحرانی اولین بار در سال ۲۰۱۲ برای سنتز MOFهای مبتنی بر نیکل و مس در چند ثانیه استفاده شد. در سال ۲۰۲۰، دی‌اکسید کربن فوق بحرانی در یک رآکتور جریان پیوسته در مقیاس زمانی مشابه با روش مبتنی بر آب فوق بحرانی مورد استفاده قرار گرفت، اما نقطه بحرانی پایین دی‌اکسید کربن اجازه سنتز MOF UiO-66 مبتنی بر زیرکونیوم را داد.

#### سنتز سولوترمی با توان بالا
در سنتز سولوترمی با توان بالا، از یک رآکتور سولوترمال با ۲۴ حفره برای رآکتورهای تفلون استفاده می‌شود. از چنین راکوری گاهی اوقات به عنوان مولتی کلاو نام برده می‌شود. بلوک رآکتور یا درج رآکتور از فولاد ضدزنگ ساخته شده‌است و شامل ۲۴ محفظه واکنش است که در چهار ردیف مرتب شده‌اند. با رآکتورهای تفلون کوچک شده، می‌توان از حجم‌های تا ۲ میلی لیتر استفاده کرد. بلوک رآکتور در اتوکلاو از فولاد ضدزنگ مهر و موم شده‌است. برای این منظور، رآکتورهای پر شده به پایین رآکتور وارد می‌شوند، رآکتورهای تفلون با دو فیلم تفلون مهر و موم می‌شوند و قسمت بالایی رآکتور قرار می‌گیرد. سپس اتوکلاو در پرس هیدرولیک بسته می‌شود. رآکتور سلووترمال مهر و موم شده می‌تواند تحت یک برنامه زمان-دما قرار بگیرد. فیلم تفلون قابل استفاده مجدد در برابر فشار مکانیکی مقاومت می‌کند، در حالی که فیلم تفلون یکبار مصرف ظرف‌های واکنش را مهر و موم می‌کند. پس از واکنش، می‌توان محصولات را جدا کرد و به‌طور موازی در دستگاه فیلتر خلأ شست. سپس بر روی کاغذ صافی، محصولات به‌صورت جداگانه در یک مجموعه به اصطلاح نمونه وجود دارند و متعاقباً می‌توان آنها را با پراش پودر اشعه ایکس خودکار مشخص کرد. از اطلاعات بدست آمده سپس برای برنامه‌ریزی سنتزهای بعدی استفاده می‌شود.

### اصلاح پست سنتز
اگرچه ساختار سه بعدی و محیط داخلی منافذ از نظر تئوری می‌تواند از طریق انتخاب مناسب گره‌ها و گروه‌های پیوند دهنده آلی کنترل شود، اما سنتز مستقیم چنین موادی با ویژگی‌های مطلوب به دلیل حساسیت بالای سیستم‌های MOF دشوار است. حساسیت حرارتی و شیمیایی و همچنین واکنش پذیری بالای مواد واکنش، دستیابی به محصولات مورد نظر را به چالش می‌کشد. تبادل مولکولهای مهمان و ضد یونها و حذف حلالها امکان برخی از قابلیتهای اضافی را فراهم می‌کنند اما هنوز به قسمتهای انتگرال چارچوب محدود می‌شوند. تبادل پست سنتز پیوندهای آلی و یونهای فلزی منطقه ای در حال گسترش است و امکاناتی برای ساختارهای پیچیده‌تر، افزایش عملکرد و کنترل بیشتر سیستم را فراهم می‌کند.

#### تبادل لیگاند
برای مبادله یک گروه پیوند دهنده آلی موجود در یک MOF پیش ساخته با یک اتصال دهنده جدید با تبادل لیگاند یا تبادل لیگاند جزئی می‌توان از تکنیک‌های اصلاح شده پس از سنتز استفاده کرد. [۳۰] [۳۱]
این تبادل اجازه می‌دهد تا منافذ و در بعضی موارد چارچوب کلی MOFها برای اهداف خاص طراحی شود. برخی از این کاربردها شامل تنظیم دقیق مواد برای جذب انتخابی، ذخیره گاز و آنالیز است. [۳۰] [۱۰]
برای انجام مبادله لیگاند، بلورهای پیش ساخته MOF با حلال شسته و سپس در محلول اتصال دهنده جدید خیس می‌شوند. تبادل اغلب به گرما نیاز دارد و در مقیاس زمانی چند روز اتفاق می‌افتد. [۳۱]
تبادل لیگاند پست سنتز همچنین امکان ترکیب گروه‌های عاملی به MOFها را فراهم می‌کند که در غیر این صورت، به دلیل دما، pH یا سایر واکنش‌ها، از سنتز MOF دوام نخواهند آورد، یا با رقابت با گروه‌های اهدا کننده در لیگاند قرضی، مانع سنتز می‌شود.

## مواد کامپوزیت
رویکرد دیگر برای افزایش جذب در MOF تغییر سیستم به گونه ای است که جذب شیمیایی امکان‌پذیر باشد. این قابلیت با ساخت یک ماده ترکیبی، که شامل یک MOF و یک مجموعه از پلاتین با کربن فعال است، معرفی شده‌است.
این نوآوری سه برابر افزایش در ظرفیت ذخیره‌سازی دمای اتاق یک MOF ایجاد کرد. با این حال، دفع ممکن است بیش از ۱۲ ساعت طول بکشد، و دفع برگشت‌پذیر گاهی فقط برای دو چرخه مشاهده می‌شود. رابطه بین سرریز هیدروژن و خواص ذخیره‌سازی هیدروژن در MOF به خوبی درک نشده‌است اما ممکن است مربوط به ذخیره هیدروژن باشد.

## ذخیره هیدروژن
هیدروژن مولکولی دارای بالاترین انرژی ویژه از هر نوع سوخت است. با افزایش مقدار فشار، جذب گاز هیدروژن توسط چارچوب‌های فلزی-آلی متخلخل افزایش می‌یابد. مکانیزم غالب در جذب هیدروژن در فشارهای بالا، سطح ویژه است.
وقتی گاز هیدروژن فشرده شود، چگالی انرژی حجمی آن بسیار کم است، بنابراین حمل و نقل و ذخیره‌سازی هیدروژن به فرایندهای فشرده سازی و مایع سازی با انرژی زیاد احتیاج دارد. بنابراین، توسعه روش‌های جدید ذخیره‌سازی هیدروژن که فشار همزمان مورد نیاز برای چگالی انرژی حجمی عملی را کاهش می‌دهد، یک موضوع فعال تحقیق است. MOFها به دلیل داشتن سطح ویژه بالا و نسبت سطح به حجم و همچنین ساختارهای شیمیایی قابل تنظیم، به عنوان ماده ای برای ذخیره هیدروژن جاذب جلب می‌کنند.

## کاربردهای بیشتر

### الکتروکاتالیز
ناحیه سطحی بالا و ویژگیهای سایتهای فلز اتمی MOFها آنها را به عنوان کاندید مناسبی برای الکتروکاتالیستها، به ویژه آنهایی که مربوط به انرژی هستند، تبدیل می‌کند. تاکنون، MOFها به عنوان الکتروکاتالیزور برای تقسیم آب (واکنش تکامل هیدروژن و واکنش تکامل اکسیژن)، کاهش دی‌اکسید کربن و واکنش کاهش اکسیژن به‌طور گسترده‌ای مورد استفاده قرار گرفته‌اند. در حال حاضر دو مسیر وجود دارد: ۱. استفاده از MOF به عنوان پیش ماده برای تهیه الکتروکاتالیست با پشتیبانی کربن. ۲. استفاده از MOF به‌طور مستقیم به عنوان الکتروکاتالیست. با این حال، برخی از نتایج نشان داده‌است که برخی از MOFها تحت شرایط الکتروشیمیایی پایدار نیستند.

### تصویربرداری و سنجش بیولوژیکی

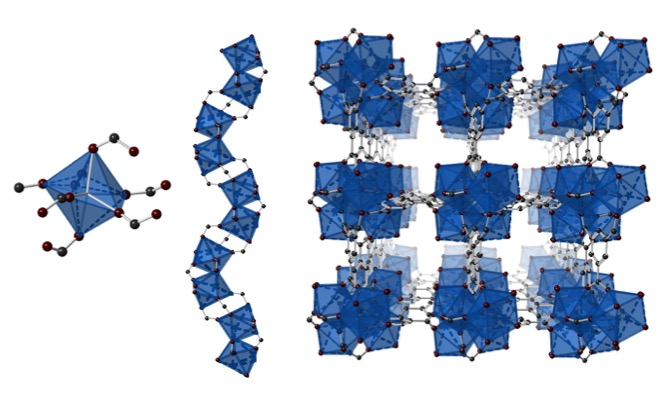
کریستال MOF-76 که در آن اتمهای اکسیژن، کربن و لانتانید به ترتیب با کره‌های مارون، سیاه و آبی نشان داده می‌شوند. شامل اتصال گره فلزی (چند وجهی آبی)، SBU با میله بی‌نهایت و نمایش سه بعدی MOF-76.

یک کاربرد بالقوه برای MOF، تصویربرداری و سنجش بیولوژیکی از طریق فوتولومینسانس است. زیرمجموعه وسیعی از MOFهای درخشان از لانتانیدها در خوشه‌های فلزی استفاده می‌کنند. فوتولومینسانس لانتانید دارای بسیاری از ویژگی‌های منحصر به فرد است که آنها را برای کاربردهای تصویربرداری ایده‌آل می‌کند، مانند نوارهای انتشار مشخصه تیز و به‌طور کلی غیر همپوشانی در مناطق قابل مشاهده و مادون قرمز نزدیک (NIR)، مقاومت در برابر لکه برداری عکس یا 'چشمک زدن' و طولانی طول عمر لومینسانس.

### مواد ضایعات هسته ای

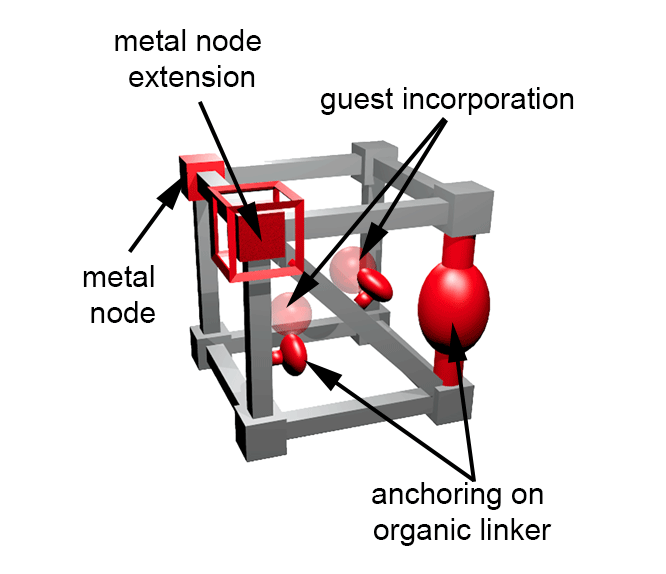
نمایش شماتیک روشهای مختلف ترکیب گونه‌های آکتینید در داخل MOF.

در پی افزایش نگرانی عمومی در مورد آلودگی رادیواکتیو، به دلیل بهره‌برداری از نیروگاه هسته ای و از کار افتادن سلاح هسته ای، ایجاد مسیرهای جدید برای مدیریت کارآمد پسماندهای هسته ای ضروری است. سنتز مواد جدید با قابلیت انتخاب و جداسازی اکتینید انتخابی یکی از چالش‌های فعلی است که در بخش زباله‌های هسته ای پذیرفته شده‌است. چارچوب‌های فلزی - آلی (MOF) به دلیل تخلخل، مدولار بودن، تبلور و قابلیت تنظیم، دسته ای امیدوار کننده از مواد برای حل این چالش هستند.

### سیستم‌های انتقال دارو
سیستم‌های انتقال کنترل‌شده دارو، مهم‌ترین کاربرد چارچوب‌های فلزی-آلی متخلخل در علم پزشکی به‌شمار می‌روند. سنتز، خصوصیات و مطالعات مرتبط با دارو در مورد سمیت پایین، MOFهای زیست سازگار نشان داده‌است که آنها برای کاربردهای پزشکی پتانسیل بالایی دارند. بسیاری از گروه‌ها MOFهای مختلف با سمیت کم را سنتز کرده و کاربردهای آنها را در بارگیری و ترشح داروهای درمانی مختلف برای کاربردهای بالقوه پزشکی بررسی کرده‌اند. روشهای مختلفی برای انتقال دارو وجود دارد، مانند پاسخ pH، پاسخ مغناطیسی، پاسخ یونی، پاسخ دما و پاسخ فشار.

### نیمه رساناها
در سال ۲۰۱۴ محققان ثابت کردند که می‌توانند فیلم‌های نازک رسانای الکتریکی Cu3(BTC)2 می‌تواند در برنامه‌هایی از جمله فتوولتائیک، سنسورها و مواد الکترونیکی و راهی به سمت ایجاد نیمه رساناها استفاده شود.

### کانی سازی زیست تقلیدی
در فرایند تبلور MOF می‌توان مولکول‌های زیستی را ترکیب کرد. مولکول‌های زیستی از جمله پروتئین‌ها، DNA و آنتی‌بادی‌ها می‌توانند در ZIF-8 کپسوله شوند. آنزیم‌های کپسول شده به این روش حتی پس از قرار گرفتن در معرض شرایط سخت پایدار و فعال بودند. ZIF-8، MIL-88A , HKUST-1 و چندین MOF درخشان حاوی فلزات لانتانید برای فرایند کانه سازی بیومیمتیک استفاده شد.

### ذخیره و جداسازی گاز دی‌اکسید کربن
چارچوب‌های فلزی-آلی متخلخل ظرفیت بالایی برای ذخیره‌سازی دی‌اکسید کربن در دما و فشار معمول دارند.

### نمک زدایی / جداسازی یون
غشاهای MOF می‌توانند انتخاب یونی قابل توجهی را تقلید کنند. این امکان استفاده در نمک زدایی و تصفیه آب را فراهم می‌کند. از سال ۲۰۱۸ اسمز معکوس بیش از نیمی از ظرفیت آب شیرین کن جهانی و آخرین مرحله از اکثر فرایندهای تصفیه آب را تأمین می‌کند. اسمز از دهیدراتاسیون یونها، یا انتقال یونهای انتخابی در کانالهای بیولوژیکی استفاده نمی‌کند و از نظر انرژی صرفه جویی نمی‌کند. صنعت معدن، از فرایندهای مبتنی بر غشا برای کاهش آلودگی آب و بازیابی فلزات استفاده می‌کند. از MOF می‌توان برای استخراج فلزاتی مانند لیتیوم از آب دریا و جریان‌های زائد استفاده کرد.

### جذب بخار آب و رطوبت زدایی از آن
نمونه اولیه ای ساخته شده‌است که بخار آب را از هوا گرفته و سپس با استفاده از مقدار کمتری از گرما در مقایسه با فناوری‌های موجود تجاری، آن را آزاد می‌کند.

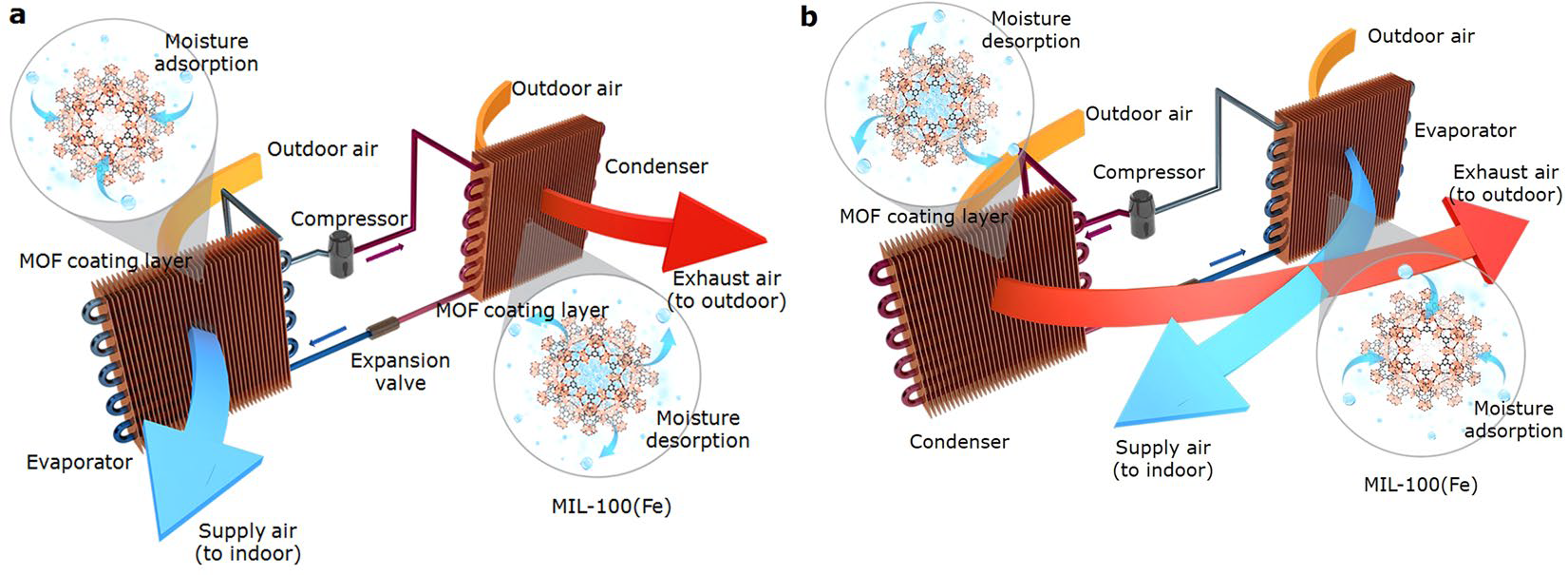
نمودار شماتیک برای رطوبت زدایی MOF، شامل MIL-100 (Fe)، یک MOF با ظرفیت جذب آب به ویژه بالا.

### فروالکتریک و مالتی فریک
برخی از MOFها نیز قطبی شدن خود به خودی الکتریکی را به نمایش می‌گذارند، که به دلیل ترتیب دو قطبی‌های الکتریکی (پیوند دهنده‌های قطبی یا مولکول‌های مهمان) زیر دمای انتقال فاز خاص رخ می‌دهد. اگر این نظم دو قطبی دوربرد بتواند توسط میدان الکتریکی خارجی کنترل شود، یک MOF را فرو الکتریک می‌نامند. برخی از MOFهای فروالکتریک نیز دارای ترتیب مغناطیسی هستند که باعث می‌شود آنها چند فلوئیک تک فاز ساختاری باشند.